# Pont-Noyelle Communal Cemetery
Pont-Noyelle Communal Cemetery is een begraafplaats gelegen in de Franse plaats Pont-Noyelles (Somme). De militaire graven worden onderhouden door de Commonwealth War Graves Commission.
De begraafplaats telt 3 geïdentificeerde Gemenebest graven uit de Eerste Wereldoorlog.